# Tapbier

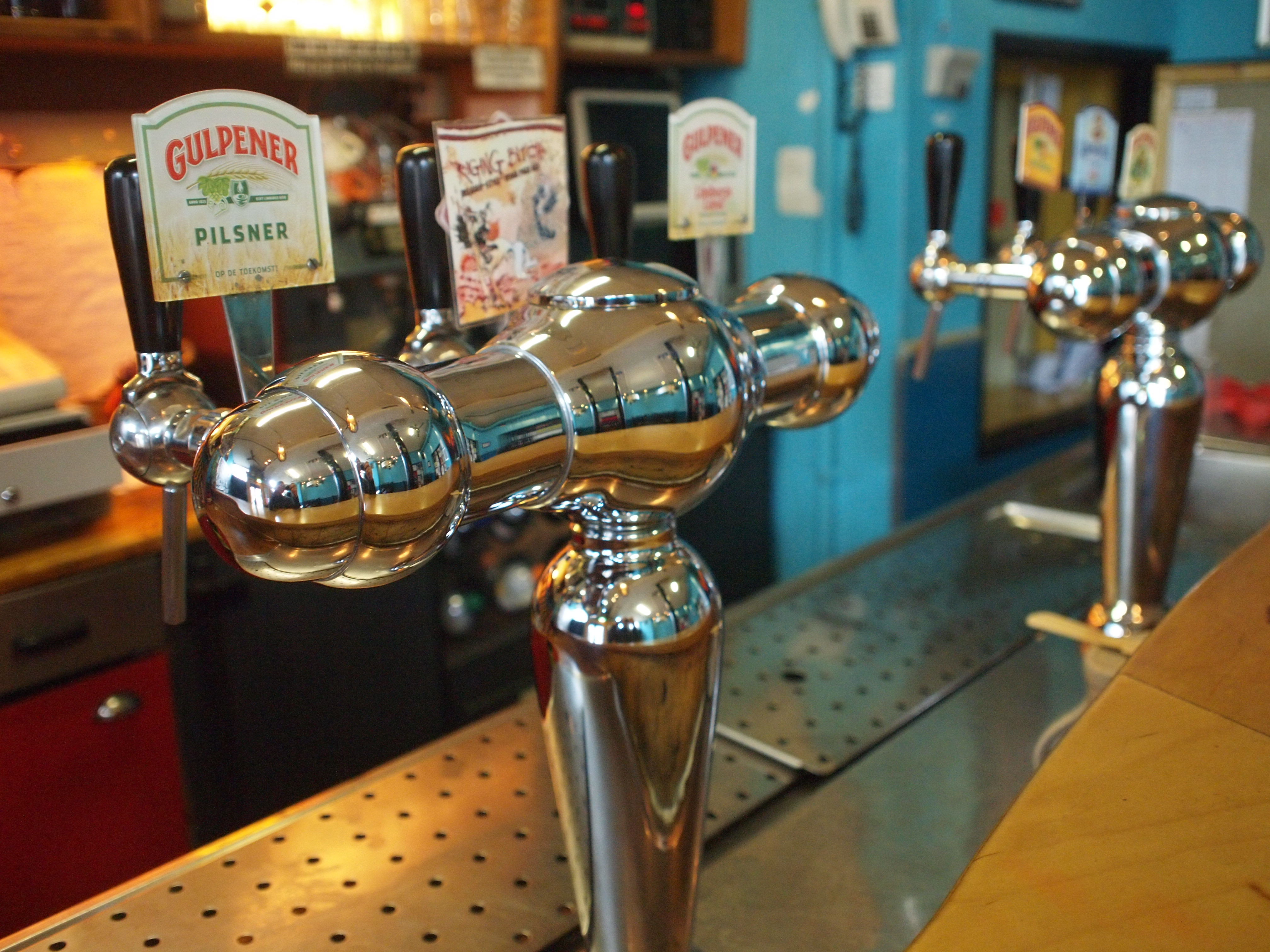

Tapbier is bier dat niet uit een fles wordt geserveerd, maar uit een fust die is aangesloten op een biertap. Een professionele biertap kan worden gevonden in kroegen maar ook bij bijvoorbeeld sportverenigingen. Een tap leent zich goed voor plekken waar grote hoeveelheden bier worden gedronken. Dit komt doordat men door het aansluiten van een fust in één keer 20, 30 of 50 liter bier gemakkelijk kan serveren.
In principe kan elk bier worden getapt, echter is er vaak wel een smaakverschil tussen een biertje van de tap en hetzelfde bier uit een fles. Wanneer het bier in een fust wordt gedaan i.p.v. in een fles wordt er de helft minder bottelsuiker toegevoegd wat resulteert in minder CO2 en daardoor een zachtere smaak.
Er zijn ook thuistaps beschikbaar waar de consument thuis tapbier op kan aansluiten. De prijzen en populariteit van de thuistaps varieert.